# (35074) 1989 UF1
1989 UF1 (asteroide 35074) é um asteroide da cintura principal. Possui uma excentricidade de 0.21522470 e uma inclinação de 1.79137º.
Este asteroide foi descoberto no dia 25 de outubro de 1989 por Yoshiaki Oshima em Gekko.